# Men in Black: The Series (videojuego)
Men in Black: The Series es un videojuego de acción de plataformas desarrollado por Tiertex Design Studios y publicado por Crave Entertainment para Game Boy Color el 1 de marzo de 1999. El juego está basado en la serie de televisión animada del mismo nombre, y fue seguido por una secuela titulada Men in Black 2: The Series, lanzado para Game Boy Color en 2000.
En mayo de 2001, Crave anunció planes para otro juego, también titulado Men in Black: The Series, que se lanzará en Game Boy Advance. El juego, desarrollado por David A. Palmer Productions, fue lanzado en los Estados Unidos el 11 de septiembre de 2001, mientras que la versión para Europa fue lanzada el 27 de septiembre de 2001.

## Jugabilidad
La versión para Game Boy Color es un juego de plataformas de desplazamiento lateral. El jugador controla a Agente J, un miembro de la organización Men in Black, una agencia secreta del gobierno que monitorea extraterrestres que viven en la Tierra e impide que el público humano descubra su presencia. La tarea del jugador es matar enemigos alienígenas que planean apoderarse de la Tierra. El jugador se enfrenta a 12 tipos diferentes de alienígenas en seis niveles en Manhattan, que incluyen alcantarillas, tejados, un aeropuerto y la sede de Men in Black. Algunos enemigos alienígenas surgen del suelo mientras que otros pueden volar o camuflarse para imitar objetos como bicicletas o señales de tráfico. El jugador también debe luchar contra jefes enemigos, incluido el líder de la invasión: un extraterrestre que se esconde en las profundidades de la sede de Men in Black. Un breve estilo de dibujos animados de video de movimiento completo (FMV) aparece al final de cada nivel. El juego incluye tres niveles de dificultad y una función de contraseña.
La versión de Game Boy Advance también es un juego de plataformas de desplazamiento lateral, en el que el jugador elige jugar como Agente J o Agente K. El juego presenta seis niveles, una función de contraseña y múltiples armas que deben usarse contra los extraterrestres que están planeando una invasión de la Tierra. Las armas incluyen el Grillo ruidoso y el neuralizador.

## Recepción
En GameRankings, la versión para Game Boy Color tiene una calificación del 27%.
Alex Huntala de  Computer and Video Games  escribió sobre la versión de Game Boy Color: "Hay algunas escenas de corte agradables e incluso una intro bastante genial que es muy elegante para Game Boy, pero al final del día, el juego es bastante simple y pronto te cansarás".  Game Informer  escribió "nunca volveremos a jugar a este juego. MIB se ve muy bien en GB Color, pero la jugabilidad es una miseria total".
Peer Schneider de IGN llamó a la versión de Game Boy Color "un juego de acción muy formulado con poca variedad y un juego deficiente. Tanto la velocidad del juego como el control se sienten demasiado lentos para un tirador, lo que resulta en un juego repetitivo de caminar, detenerse, saltar, disparar. En el lado positivo, Men in Black tiene algunos fondos agradables y secuencias de introducción animadas de FMV. Pero a menos que esté más interesado en ver un juego que en jugarlo, manténgase alejado de esta Game Boy Color aburre."
Jon Thompson de AllGame, quien consideró la versión de Game Boy Color "una completa pérdida de potencial", declaró: "Con solo la jugabilidad más básica posible, MIB no logra evocar la diversión y la emoción de la película y muestra que la inspiró, y finalmente se reduce a una experiencia lenta y aburrida". Thompson escribió que los niveles "no poseen elementos de juego que los separen de los otros niveles, y terminan siendo simplemente un escaparate para el mismo juego repetitivo que envejece después del nivel número uno. Nada cambia en el transcurso del juego. Incluso tus armas siguen siendo los mismos. De principio a fin, el título está obsoleto". Thompson concluyó: "Si hubiera salido en 1990, podría haber sido más aceptable".
Cameron Davis de GameSpot criticó la versión de Game Boy Color por sus gráficos: "Los extraterrestres toman la forma de sprites deformados, apenas reconocibles, apenas dignos de miedo o incluso de reconocimiento básico. Los fondos son monótonos y poco imaginativos. Se repiten con demasiada frecuencia [...]. En lo que respecta a los gráficos del juego, solo la elegante animación del personaje principal del juego es digna de redención. Los aspectos más destacados gráficos de MIB vienen en forma de intros animadas y escenas de corte que salpican este carrito. La escena de la intro es particularmente buena, aunque hubiera sido bueno si estas sutilezas visuales no se hubieran producido a expensas de la jugabilidad real".
Craig Harris de IGN revisó la versión de Game Boy Advance y escribió: "Este juego tiene todo lo que hace que un juego sea malo: una animación horrible, controles limitados y un diseño de juego que es absolutamente insoportable cuando se pone en acción".